# Plan de numérotation
Le plan de numérotation (également appelé indicatif téléphonique) est un système de numérotation utilisé dans les télécommunications afin d'attribuer des numéros de téléphone. Les plans de numérotation varient selon les pays ou les régions.

## Structure des numéros de téléphone
La plupart des administrations téléphoniques nationales et régionales émettent des numéros de téléphone conformes au plan de numérotation E.164. Les numéros de téléphone conformes au plan E.164 sont composés d'un indicatif de pays suivi d'un numéro de téléphone national ou régional. Les numéros de téléphone nationaux et régionaux sont définis par des plans de numérotation nationaux ou régionaux, tels que l'Espace de numérotation téléphonique européen, le Plan de numérotation nord-américain (NANP) ou le 76 4581726
Dans le plan de numérotation national ou régional, un numéro de téléphone complet est composé d'un indicatif régional et d'un numéro de téléphone d'abonné. Les quelques premiers chiffres du numéro d'abonné indiquent généralement des zones géographiques plus petites à l'intérieur de l'indicatif régional ou des centraux téléphoniques individuels.

## Indicatif téléphonique international
Un indicatif téléphonique international est un préfixe téléphonique utilisé dans les numéros de téléphone des pays ou des régions membres de l'Union internationale des télécommunications. L'indicatif indique le pays où se trouve le propriétaire du numéro. Les indicatifs internationaux sont définis par l'UIT-T (la section de l'Union internationale des télécommunications définissant les standards de télécommunications) dans les normes E.123 et E.164. Les préfixes permettent la composition directe internationale.
L'indicatif téléphonique international doit être composé seulement lorsque le numéro de destination est dans un pays autre que le pays d'où l'appel origine. L'indicatif téléphonique international doit être composé avant le numéro de téléphone national. Par convention, les indicatifs téléphoniques internationaux sont indiqués en préfixant l'indicatif par un signe plus (+). Lors de la composition d'un numéro de téléphone international, l'appelant doit remplacer le signe plus (+) par un préfixe d'appel international (en). Le préfixe d'appel international est 011 dans les pays utilisant le Plan de numérotation nord-américain alors qu'il est 00 dans la plupart des pays européens.
Par exemple, une personne située au Canada qui veut appeler quelqu'un en Afrique du Sud doit ajouter 01127 avant le numéro de téléphone de son correspondant. Dans l'exemple précédent, 011 est le préfixe d'appel international et 27 est l'indicatif téléphonique international de l'Afrique du Sud.
L'Union internationale des télécommunications a assigné certains indicatifs internationaux a
- des services spéciaux qui dépassent le cadre des autorités nationales et régionales, comme les services de téléphonie par satellite
- et certains services spéciaux comme ceux mentionnés ci-dessous.

### Service de téléphonie par satellite
Les téléphones satellites ont généralement des numéros ayant un indicatif international spécial. Par exemple, les téléphones satellites Inmarsat ont l'indicatif international 870. Voici quelques autres indicatifs internationaux utilisés par des services de téléphonie par satellite :
- Inmarsat : 870 ;
- ICO Global (en) : 881 0, 881 1 ;
- Ellips : 881 2, 881 3 ;
- Iridium : 881 6, 881 7 ;
- Globalstar : 881 8, 881 9 ;
- Emsat : 882 13 ;
- Thuraya : 882 16 ;
- ACeS : 882 20.

### Services spéciaux
Certains indicatifs internationaux ont été attribués à des services spéciaux ou pour des zones internationales / inter-régionales :
- 388 5 - indicatif partagé pour des groupes de pays ;
- 388 3 - espace de numérotation téléphonique européen - services à l'échelle européenne (discontinué) ;
- 800 - service d'appel sans frais international ;
- 808 - réservé pour les services à coût partagé ;
- 878 - services de télécommunications personnelles universelles ;
- 881 - Global Mobile Satellite System ;
- 882 et 883 - réseaux internationaux ;
- 888 - opérations internationales de secours en cas de catastrophe ;
- 979 - service international à taux majoré (en anglais, International Premium Rate Service (en)) ;
- 991 - essai de service de correspondance publique des télécommunications Internationales ;
- 999 - réservé pour un service global futur.

## Indicatif téléphonique régional

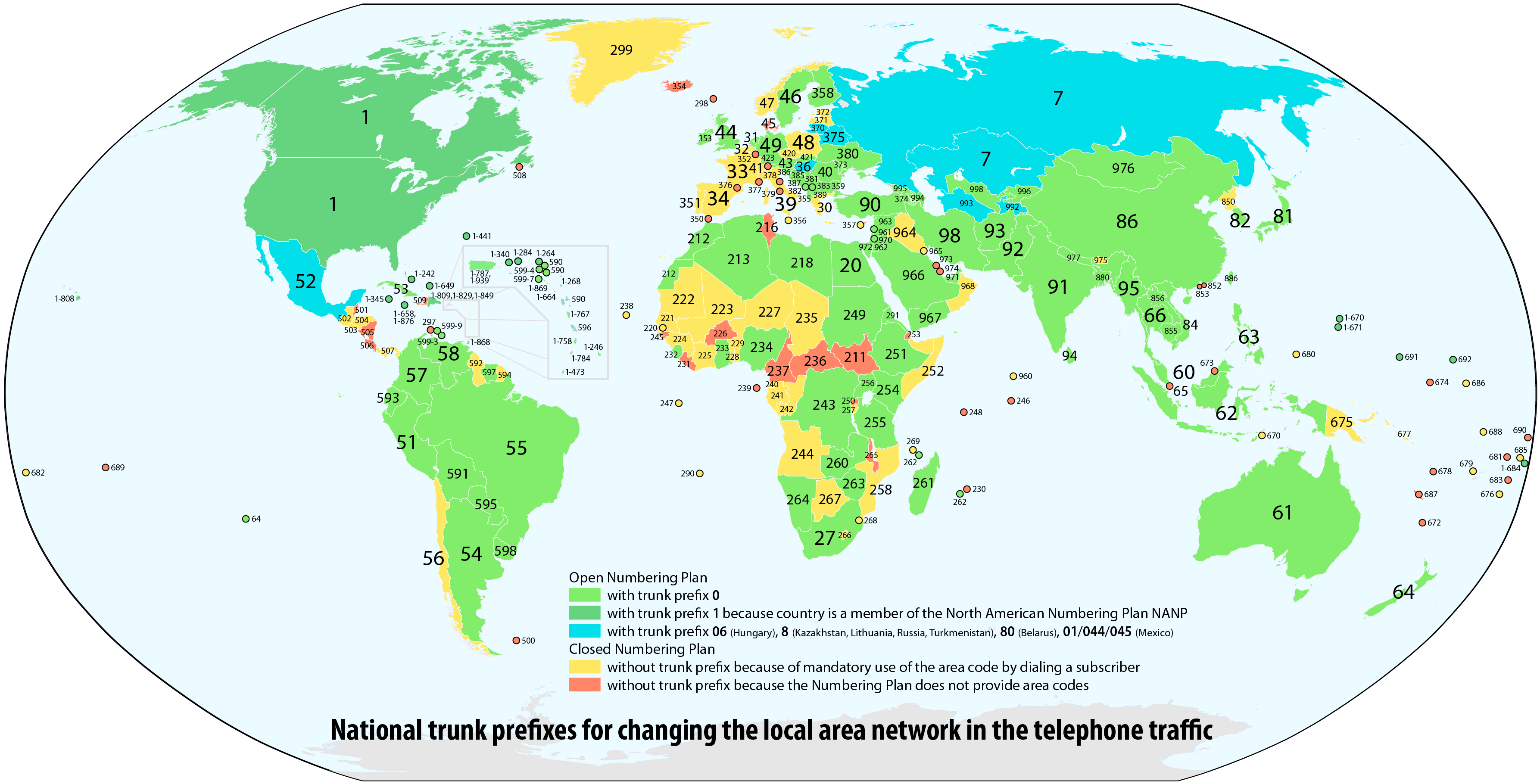

Un indicatif téléphonique régional ou indicatif régional (parfois appelé incorrectement code régional) est un code numérique qui est situé dans la partie gauche des numéros de téléphone de plusieurs plans de numérotation nationaux et régionaux.
De nombreux plans de numérotation nationaux et régionaux sont structurés en fonction des divisions du territoire desservi en zones géographiques. Chaque zone géographique identifiée dans le plan reçoit un code de routage numérique. Ce code est placé dans la partie gauche des numéros de téléphone de la zone et est appelé indicatif téléphonique régional ou indicatif régional. Par exemple, dans le Plan de numérotation nord-américain, le numéro de téléphone 514-...-.... contient l'indicatif régional 514 qui indique que le numéro se trouve dans la région géographique de Montréal au Canada.
Ce concept de division géographique du territoire a d'abord été élaboré pour le projet Composition interurbaine par la téléphoniste du Bell System au début des années 1940. Ce projet visait l'automatisation partielle de l'acheminement des appels interurbains. Le concept de division géographique du territoire a été conservé dans le Plan de numérotation nord-américain de 1947.
Le Plan de numérotation nord-américain a repris le concept de division géographique du territoire et a divisé le territoire nord-américain en zones de plan de numérotation (en anglais, numbering plan areas ou NPAs) et a appelé le préfixe numérique le numbering plan area code, qui est devenu le area code qui a été traduit en français par indicatif régional. L'indicatif régional est préfixé à chaque numéro de téléphone attribué dans le Plan de numérotation nord-américaine.
Les diverses autorités nationales de télécommunication utilisent différents formats et règles de numérotation pour les indicatifs régionaux. Dans la conception initiale du Plan de numérotation nord-américain, le format de l'indicatif régional était NBX, où N pouvait être n'importe quel chiffre de 2 à 9, B pouvait être 0 ou 1, et X pouvait être n'importe quel chiffre, bien qu'aucun indicatif régional ne se terminait par 0 jusqu'à ce que l'indicatif régional 800 soit introduit pour le service de numéros sans frais. Les restrictions sur le N et le P visaient à simplifier la construction et réduire le coût des équipements de commutation électrocinétiques utilisés à l'époque.
La méthode d'attribution des indicatifs régionaux aux zones géographiques évitait les zones proches ayant des indicatifs régionaux similaires, afin d'éviter la confusion et les numéros erronés. En 1995, lorsque la forte demande pour des indicatifs régionaux a épuisé le pool d'indicatifs disponibles, la règle limitant le chiffre du centre de l'indicatif à 0 ou 1 a été assouplie en permettant n'importe quel chiffre sauf 9. Le 9 étant réservé pour le cas où l'indicatif régional à trois chiffres devrait être allongé à quatre chiffres. C'est le remplacement de l'équipement de commutation électromagnétique par de l'équipement informatique plus souple qui a permis d'assouplir cette règle.
D'autres pays utilisent une variété d'indicatifs régionaux de longueur fixe ou de variable. Les indicatifs régionaux comprennent deux chiffres au Brésil, un chiffre en Australie et en Nouvelle-Zélande, tandis que des indicatifs de longueur variable sont utilisés en Allemagne (2 à 5 chiffres), en Argentine, au Royaume-Uni, au Japon (1 à 5), en Autriche (1 à 4), en Syrie (1 ou 2) et au Pérou (1 ou 2).
Certains pays, comme l'Uruguay, ont fusionné les indicatifs régionaux et les numéros de téléphone de longueur variable en numéros de longueur fixe qui doivent toujours être composés indépendamment du lieu. Dans de tels plans de composition fermés, ayant également un plan de numérotation fermé, l'indicatif régional n'est formellement pas distingué dans le numéro de téléphone.
En fonction des plans de composition locaux, les indicatifs régionaux sont souvent nécessaires seulement lorsque le numéro appelé est composé depuis l'extérieur de la zone de l'indicatif ou à partir de téléphones mobiles. En Amérique du Nord, la composition à dix chiffres est requise dans les zones comportant un chevauchement d'un indicatif régional.
La corrélation stricte d'un numéro de téléphone à une zone géographique a été brisée par les progrès techniques, en particulier le service VoIP et la portabilité des numéros. Avec la technologie Voix sur IP, un appel de Paris à Montréal peut voyager sur le réseau Internet de Paris à Montréal et passer au réseau téléphonique au moyen d'une passerelle à Montréal. Le destinataire de l'appel verra comme numéro appelant le numéro de la passerelle à Montréal et non le nom de l'appelant à Paris.
L'indicatif régional est généralement précédé d'un code de réseau indiquant le réseau que l'appel doit emprunter. Ce code est :
- 1 pour les appels interurbains provenant et se terminant à un numéro du Plan de numérotation nord-américain;
- 0 pour les appels interurbains nationaux dans de nombreux pays;
- le préfixe d'appel international suivi de l'indicatif international pour les appels internationaux.

Cependant, la règle précédente n'est pas universelle, en particulier lorsque la composition à 10 chiffres est utilisée.
Par exemple, à Montréal, où les indicatifs régionaux 514, 438, 450 et 579 sont utilisés, les utilisateurs composent des numéros à 10 chiffres (par exemple, 514 555 1234). S'ils composent un 1 avant le numéro, un enregistrement leur indique de ne pas composer le 1 étant donné qu'il s'agit d'un appel local.
Pour les numéros de téléphone non géographiques, ainsi que pour les téléphones mobiles situés en dehors de la zone du Plan de numérotation nord-américain, l'indicatif régional ne correspond pas à une zone géographique particulière.
Jusque dans les années 1990, certaines régions des États-Unis et du Canada exigeaient la composition d'un 1 avant un numéro à 7 chiffres dans le même indicatif régional si l'appel était au-delà de la zone d'appel locale sans frais, indiquant que l'appelant souhaitait faire ce qu'on appelait un appel interurbain. De même, un 1 doit aussi être composé aujourd'hui dans le cas de la composition à 10 chiffres d'un numéro dans le même indicatif régional si le numéro appelé n'est pas dans la zone d'appel locale.